# Matilde Pretel
Matilde Pretel Sánchez (1874 - 26 de novembre de 1965) fou una soprano valenciana.
Va estudiar al Conservatori de València. L'òpera no la interessà mai i es va dedicar a la sarsuela. Es va presentar al Teatro de la Zarzuela de Madrid el 1890 en el paper de Roberto (que habitualment sempre interpretava una dona) de La tempestad de Ruperto Chapí.
Les seves qualitats musicals, així com la seva teatralitat i la seva bellesa física, van fer d'ella una de les preferides del públic i dels compositors. Ruperto Chapí va escriure per a ella Mujer y reina i El estreno, obres que s'estrenaren el 1895 i 1999 respectivament. Va estar contractada en diferents companyies sarsuelístiques: al Teatre Príncipe Alfonso, al Teatre Circo de Price, al Teatre de la Comèdia i finalment a la Companyia del Teatre Apolo durant la temporada 1899-1900. Va interpretar obres de Oudrid, Barbieri, Arrieta i Gaztambide, i va estrenar La piel del diablo y Los buenos mozos de Chapí, El guardia de Corps de Bretón y La buenaventura de Guervós.
La seva interpretació va donar a conèixer a un jove compositor valencià, José Serrano, compositor de la Sarsuela El motete, on estava inclosa la «Canción gitana», que segons testimonis de l'època va encantar al públic. En general, totes les peces que ella interpretava es feien populars. El 1900 Matilde Pretel va deixar el Teatro Apolo i va actuar en diversos punts de la geografia espanyola. Va tenir una companyia pròpia de sarsuela amb l'empresari Bonifacio Pinedo, però el 1909 es va retirar de l'escena sense que se'n sàpiguen ben bé els motius, i es va instal·lar definitivament a Madrid. Prova del seu caràcter decidit és que va ser la primera dona a Madrid que, en l'època dels grans monyos, es va tallar els cabells curts.